# Пјетребијанке (Катанцаро)
Пјетребијанке је насеље у Италији у округу Катанцаро, региону Калабрија.
Према процени из 2011. у насељу је живело 274 становника. Насеље се налази на надморској висини од 1116 м.